# Marina Bay Street Circuit
Marina Bay Street Circuit (známý také jako Singapore Street Circuit) je městský závodní okruh v Singapuru. Na okruhu se jezdí od roku 2008 Grand Prix Singapuru. Trať je 4,94 km dlouhá.
Okruh navrhla firma KBR. Okruh má nejvyšší licenci FIA. Při každém závodu formule 1 až do roku 2024 vyjel alespoň jednou safety car, což je rekord – zpomalovací vůz se během 15 závodů objevil celkem 24krát.

## Formule 1
| No. | Rok  | Jezdec           | Konstruktér | Motor    | Pneu | Čas           | Délka kola | Počet kol | Rychlost     | Datum    |
| --- | ---- | ---------------- | ----------- | -------- | ---- | ------------- | ---------- | --------- | ------------ | -------- |
| 1   | 2008 | Fernando Alonso  | Renault     | Renault  | B    | 1:57:16,304 h | 5,067 km   | 61        | 158,139 km/h | 28. září |
| 2   | 2009 | Lewis Hamilton   | McLaren     | Mercedes | B    | 1:56:06,337 h | 5,067 km   | 61        | 159,656 km/h | 27. září |
| 3   | 2010 | Fernando Alonso  | Ferrari     | Ferrari  | B    | 1:57:53,579 h | 5,067 km   | 61        | 157,422 km/h | 26. září |
| 4   | 2011 | Sebastian Vettel | Red Bull    | Renault  | P    | 1:59:06,757 h | 5,073 km   | 61        | 155,810 km/h | 25. září |
| 5   | 2012 | Sebastian Vettel | Red Bull    | Renault  | P    | 2:00:26,144 h | 5,073 km   | 59        | 149,044 km/h | 23. září |
| 6   | 2013 | Sebastian Vettel | Red Bull    | Renault  | P    | 1:59:13,132 h | 5,065 km   | 61        | 155,426 km/h | 22. září |
| 7   | 2014 | Lewis Hamilton   | Mercedes    | Mercedes | P    | 2:00:04,795 h | 5,065 km   | 60        | 151,780 km/h | 21. září |
| 8   | 2015 | Sebastian Vettel | Ferrari     | Ferrari  | P    | 2:01:22,118 h | 5,065 km   | 61        | 152,673 km/h | 20. září |
| 9   | 2016 | Nico Rosberg     | Mercedes    | Mercedes | P    | 1:55:48,950 h | 5,065 km   | 61        | 159,993 km/h | 18. září |
| 10  | 2017 | Lewis Hamilton   | Mercedes    | Mercedes | P    | 2:03:23,543 h | 5,065 km   | 58        | 142,780 km/h | 17. září |
| 11  | 2018 | Lewis Hamilton   | Mercedes    | Mercedes | P    | 1:51:11,611 h | 5,063 km   | 61        | 166,578 km/h | 16. září |
| 12  | 2019 | Sebastian Vettel | Ferrari     | Ferrari  | P    | 1:58:33,667 h | 5,063 km   | 61        | 156,226 km/h | 22. září |
|     |      |                  |             |          |      |               |            |           |              |          |
| 13  | 2022 | Sergio Pérez     | Red Bull    | RBPT     | P    | 2:02:20,238 h | 5,063 km   | 59        | 148,921 km/h | 2. říjen |
| 14  | 2023 | Carlos Sainz Jr. | Ferrari     | Ferrari  | P    | 1:46:37,418 h | 4,982 km   | 62        | 197,256 km/h | 18. září |
| 15  | 2024 | Lando Norris     | McLaren     | Mercedes | P    | 1:40:52,571 h | 4,940 km   | 62        | 182,172 km/h | 22. září |

## Verze okruhu

Trať od roku 2008
Trať od roku 2013
Trať od roku 2015
Trať od roku 2018
Trať od roku 2023